# Jobaria tiguidensis
Il jobaria (Jobaria tiguidiensis) è un dinosauro erbivoro appartenente ai sauropodi. Visse nel Giurassico medio (circa 170 milioni di anni fa) e i suoi resti fossili sono stati ritrovati nel Niger, in Africa. È considerato un possibile antenato dei sauropodi evoluti. Probabilmente si cibava sia di piante alte che basse. 

## Etimologia
Il nome Jobaria deriva da Jobar, un animale mitologico a cui i Tuareg attribuirono le ossa fossili sporgenti dal terreno. L'epiteto specifico, tiguidensis, si riferisce alla falesia di Tiguidi, una guglia di roccia nel deserto del Sahara nigerino nei pressi della quale giacciono i sedimenti in cui sono stati ritrovati i fossili.

## Descrizione

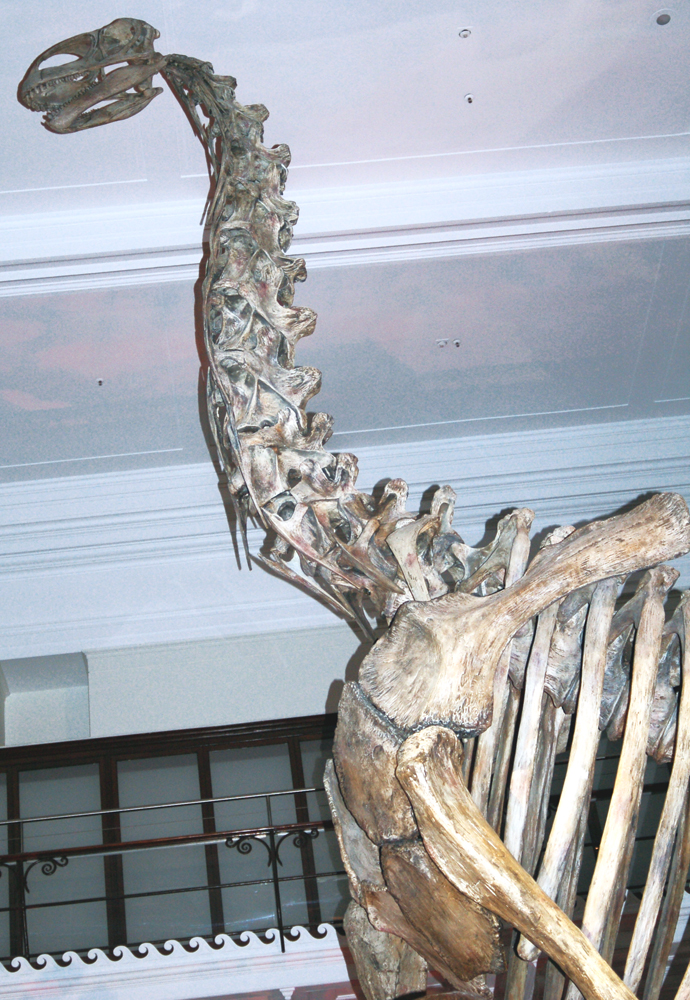
Ricostruzione dello scheletro, Australian Museum, Sydney.

Questo dinosauro è conosciuto per alcuni fossili ben conservati, tra cui uno scheletro quasi completo. Come tutti i sauropodi, possedeva collo e coda allungati, un corpo massiccio e voluminoso e zampe colonnari. Il cranio di Jobaria era alto e arrotondato, più piccolo e leggero di quello di Camarasaurus; possedeva un muso corto e grandi narici esterne, mentre i denti erano a forma di cucchiaio e dotati di denticoli lungo i margini. Il collo era relativamente corto rispetto a quello di altri sauropodi, e possedeva solo 12 vertebre cervicali, con centri vertebrali moderatamente allungati.
 
Le spine neurali non erano divise, mentre le vertebre della coda erano piatte ad entrambe le estremità aritocolari. Le zampe anteriori non erano allungate come in Brachiosaurus, e dovevano assomigliare di più a Camarasaurus. Le dimensioni di Jobaria erano notevoli: doveva superare i 20 metri di lunghezza e le 20 tonnellate di peso.

## Classificazione

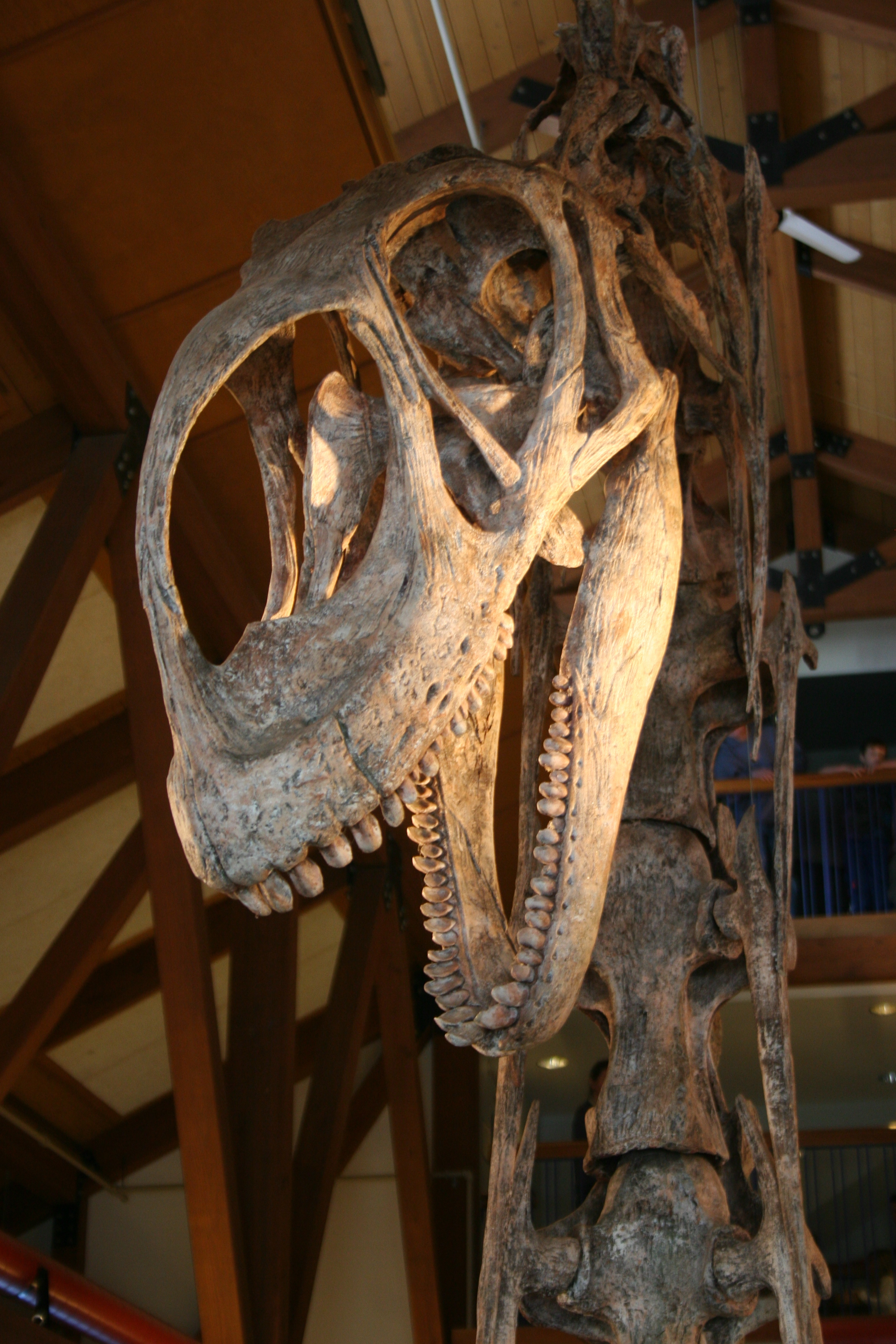
Cranio di Jobaria, Montshire Museum of Science.

I resti di Jobaria furono scoperti nel 1997 nella formazione Tiouraren in Niger, che originariamente venne attribuita al Cretaceo inferiore e datata tra 136 e 125 milioni di anni fa. Gli studiosi, quindi, rimasero sorpresi nel trovare numerose caratteristiche primitive in un sauropode di un periodo così “giovane”, e ritennero che Jobaria rappresentasse una linea di sauropodi sopravvissuti, evolutisi in isolamento geografico rispetto agli altri sauropodi.
Solo nel 2009 la geologia del territorio è stata ristudiata, e si è pervenuti alla conclusione che i sedimenti risalgano al Giurassico medio, tra gli stadi Bathoniano e Oxfordiano, datati tra 167 e 160 milioni di anni fa, cioè circa 40 milioni di anni prima di quanto precedentemente ritenuto. Jobaria, quindi, è ora considerato un sauropode primitivo, forse ancestrale al grande gruppo degli Eusauropoda che comprende tutti i sauropodi più evoluti. Un altro animale apparentemente simile era Ferganasaurus, del Giurassico medio dell'Asia centrale.

## Stile di vita
Probabilmente Jobaria era il più grande erbivoro del suo ambiente, e gli esemplari adulti erano virtualmente immuni dagli attacchi dei predatori. È possibile, però, che i giovani fossero prede dei dinosauri carnivori come Afrovenator e forse anche del più piccolo Spinostropheus. Un altro sauropode primitivo vissuto negli stessi luoghi era il bizzarro Spinophorosaurus.